# فوكس سيريز
فوكس سيريز (بالإنجليزية: Fox Series)‏ قناة تقدّم خدمة بث مجانية متخصّصة في عرض المسلسلات التلفزيونية الناطقة بالإنجليزية على شاشتها. وأمّا حدث إطلاق فوكس للمسلسلات في الشرق الأوسط وشمال أفريقيا فيأتي نتيجةً للتعاون بين مجموعة روتانا الإعلاميّة المملوكة من قبل الأمير الوليد بن طلال آل سعود، وقنوات فوكس
الدوليّة. في عام 2011 أطلقت القناة والتي تهتم بأحوال المجتمع والمرأة وتعرض مواد منوعة خصصت للبرامج والمسلسلات والأفلام الأجنبية عموماً والأمريكية خصوصاً. من خلال لائحة برامج متنوّعة تتتضمّن أبرز المسلسلات الأميركية، توفر القناة للمشاهدين في الشرق الأوسط البرامج الترفيهية المميزة والذكية، في 1 مارس 2011 ظهرت القناة بحلة جديدة وأصبحت كل برامجها مترجمة أو مدبلجة بالعربية و تغير اسم القناة إلى FOX.

## البرامج
- نيب/تك
- سي كويست دي إس في
- Crusoe
- إي آر
- قصص مدهشة
- Harry and the Hendersons
- عائلة سيمبسون
- ربات بيوت يائسات
- ستارغيت إس جي 1 (مسلسل)
- سي إس آي: ميامي
- سي اس آي: نيويورك
- Brothers & Sisters
- كايل إكس واي
- بوسطن ليغال
- فايرفلاي
- بيتي القبيحة
- Mental
- The Listener
- اليونان
- وفقا لجيم
- كريمنال مايندز
- سكرابز
- شبح هامس
- أسطورة الباحث
- Raising the Bar  [لغات أخرى]‏
- Dirt
- كاسل
- Lincoln Heights  [لغات أخرى]‏
- أبناء الفوضى
- سامانثا من؟
- السباق المدهش
- Gary Unmarried
- Dollhouse
- The Wanda Sykes Show
- أميركاز فانيست هوم فيديوز
- Life on Mars  [لغات أخرى]‏
- سي اس آي: التحقيق في موقع الجريمة
- الموتى السائرون

## وصلات خارجية
- Fox Series الموقع الرسمي.